# デニス・ミラー (コメディアン)
デニス・ミラー（Dennis Miller、1953年11月3日 - ）は、アメリカ合衆国のコメディアン、俳優。

## 出演作品
- ハウス・オブ・カード 野望の階段 シーズン1
- HAWAII FIVE-0 シーズン2（ボビー）
- ベガスの恋に勝つルール（ワッパー判事）
- ボストン・パブリック シーズン4
- ホワイトハウスの陰謀
- ストレンジャー
- ボーデロ・オブ・ブラッド/血まみれの売春宿
- ザ・インターネット（アラン）
- ディスクロージャー
- 最も危険な悪女
- 仮面の告白
- カウラ大脱走
- クエスト／伝説の冒険
- バーニング・ウェーブ
- パニック！殺人ジョーズV
- マイ・ボーイ
- フェイク野郎
- ブライアン・ブラウンの 暴力刑務所
- ザ・荒くれ
- マッド・ハウス/珍入者撃退作戦
- サンキュー・スモーキング